# Acauã (Piauí)
Acauã forma parte del Alto Medio Canindé y fue emancipado del municipio de Paulistana e instalado en 1997. El municipio contaba, según datos del censo IBGE (2000) con una población total de 5.147 habitantes. La ciudad pertenece a la región del semiárido, con un periodo de sequía de siete a ocho meses.

## Educación
Acauã tiene un bajo nivel de educación en la población, cuya taza de analfabetismo entre las personas mayores de 15 años ronda el 34,65%.

## Ciudades Hermanas
- Paulistana, Piauí, Brasil